# Aschram Schambaly
Aschram Schambaly (kyrillisch Ашрам Шамбалы; bzw. Belowodje, russisch Беловодье, deutsch etwa „Weiße Wasser“, eine Art Paradies) ist eine russische okkult-religiöse Gruppe, die 1989 von Konstantin Dmitrijewitsch Rudnew in Nowosibirsk, Sowjetunion gegründet wurde.
Der Begriff Shambala bezieht sich auf eine tibetische buddhistische Legende eines mythischen heiligen Königreichs. Vertreter der Religionswissenschaft und der psychiatrischen Psychologie haben den Shambhala-Ashram als asoziale neue religiöse Bewegung und Sekte beschrieben, die Techniken und Methoden einsetzt, um die Mitglieder psychologisch von der Gruppe und ihrem Führer abhängig zu machen.

## Geschichte
Nachdem die Gruppe 1989 gegründet wurde, agierte sie zwischen 1990 und 2010 in vielen Gebieten der ehemaligen Sowjetunion. Die Zahl der Mitglieder dort, meist junge Leute zwischen 17 und 30 Jahren, wurde auf etwa 15.000 bis 20.000 geschätzt. Mittlerweile hat sie sich in „Inliranga-Schule“ umbenannt und firmiert als „Internationale Akademie der fraulichen Weisheit Alma“.    
Nachdem verschiedene Strafverfahren eingestellt werden mussten, weil Anhänger nicht gegen den Gründer aussagen wollten, beurteilte ihn 2004 eine Psychologenkommission als „kriminell krank“, worauf er in eine psychiatrische Klinik eingewiesen wurde, aus der er jedoch entkam.
2010 wurde er nahe Nowosibirsk verhaftet und angeklagt wegen Vergewaltigung, sexuellem Missbrauch von Anhängern, Drogenhandel und wegen der Gründung einer Organisation, welche die Persönlichkeit gefährdet und die Persönlichkeitsrechte verletzt.
2013 wurde er deswegen zu elf Jahren Arbeitslager verurteilt. Die Strafverfolgungsbehörden in Russland bezeichneten die Bewegung als „eine der abscheulichsten totalitären Sekten in Russland“ und verglichen sie mit Ōmu Shinrikyō.
Das Verbot der Gruppe in der Russischen Föderation wurde 2014 vom obersten Gerichtshof bestätigt.

## Konstantin Dmitrijewitsch Rudnew
Der Gründer, geboren am 4. August 1967 in Nowosibirsk, hat eine Ausbildung in Maschinenbau absolviert. Er soll zunächst als Stahlarbeiter gearbeitet haben und sich in seiner Jugend für Bücher über östliche esoterische und heidnische Kulte interessiert haben; dabei kam er zu der Schlussfolgerung, dass er von Mächten höherer Welten zur Erde gesandt sei (vom Sirius), „um Menschen zu erleuchten und sie zur Wahrheit zu führen“. Er fiel zunächst im Wehrdienst 1986 damit auf, dass er seinen Vorgesetzten eine Umstrukturierung nach Art der Shaolin-Mönche vorschlug, was den Verzicht auf Alkohol, Tabak und Fleisch, sowie eine strikte Bestrafung schlechter Angewohnheiten bedeutet hätte. Die Vorgesetzten hätten als autoritäre „Mentoren“ agiert, Kampfkünste gelehrt und die Adepten Tag und Nacht trainiert. Kurz darauf wurde er in die Psychiatrische Klinik von Kuibyschew (heute Samara) eingewiesen, wo er bis 1989 blieb. 
Danach kehrte er nach Nowosibirsk zurück und gründete mit Jelena Sacharowa die Wellnessfirma Karawan, die Seminare über nicht-traditionelle Heilmethoden anbot: Yoga, „Lehren von Schambala“, Reiki, „Astral Karate“. Später änderte die Firma mehrmals den Namen und das Firmendesign.
Der Gründer bezeichnet sich unter anderem als „Meister Bogomudr Altai Kagan“, „Schri Dschnan Awatar Muni“, als „erleuchteten Lehrer“, als „Großer Schamane“, Außerirdischer vom Sirius, „Zweiter Messias“, „Prophet“, „Altai Chi“, „Altai Kagan der Erleuchtete“, Lehrer „Kalki“ oder als „Embryo, der durch ein UFO auf die Erde kam“.
Geschäftstüchtigkeit kann ihm nicht abgesprochen werden, die Einnahmen aus Seminaren, dem Verkauf von „magischen Gegenständen“ und pornographischen Videos, und aus Schenkungen von Adepten waren beträchtlich.
Rudnew wurde 2014 zu zehn Jahren Haft verurteilt und setzte sich nach seiner Freilassung mit getreuen Anhängern nach Montenegro ab, wo er weitere Gläubige mit falschen Versprechen aus Russland rekrutierte. 2024 ging die Polizei gegen ihn und seine Gemeinschaft vor. Er floh mit mehreren Anhängern nach Argentinien, konnte dort aber gefasst werden. Ihm wird Menschenhandel, „Ritual-Pornografie“ und Internetkriminalität, sowie „systematisches Hungernlassen“ seiner Anhängerinnen vorgeworfen.

## Angebote für Anhänger bzw. Interessierte
Mit Begriffen wie „Altes Russisches Wissen“, „Sibirischer Schamanismus“ oder „Raja-/Aharata-Yoga“ bietet die Gruppierung spirituelle Erfahrungen an. Unter dem Stichwort „Entdeckung der göttlichen Energie der Frau: Geheimnisse der Liebe, Jugend und Schönheit“ werden nach Ansicht von Kritikern Verführungs- und Sexualtechniken praktiziert. Heilung, geschäftlicher Erfolg und übersinnliche Kräfte sind Dienste, die ein Meister dieser Gruppierung gegen Bezahlung anbietet.

## Leben in der Sekte
Die Sekte gilt als gewalttätig, totalitär und gefährlich aufgrund der extremen Methoden, Mitglieder psychisch und mental zu beeinflussen. Bei Fehlverhalten werden harte Strafen verhängt, zu denen Einschüchterung, Stockschläge, Nahrungsentzug, langes Sitzen in Kälte, Schlafentzug, ja sogar Folterung und Vergewaltigung gehören.
Erwachsene wie auch Kinder wurden mit psychotropen Substanzen „behandelt“ (sogenannter „Schamanentee“ aus Kräutern). Sexpraktiken werden als Mittel der Erleuchtung gepriesen, wozu auch Orgien und Sex mit Tieren gehörte, was der Gründer als „Tantra-Yoga“ deklarierte. Mit dem Verkauf von Sexvideos erzielt die Sekte beträchtliche Einnahmen. Unter dem Begriff „Reinigung“ wurden manche Mitglieder mehrere Tage lang in einem dunklen Raum ohne Nahrung und Schlaf eingeschlossen.
Die Sekte ist strikt hierarchisch aufgebaut: der Gründer hat zwei persönliche Assistenten, darunter stehen „Lehrer“, welche über Seminare und Internet neue Mitglieder anwerben. Diese werden gedrängt, ihr Eigentum der Sekte zu überschreiben.
Mitglieder eines Aschrams (oft der Sekte von Mitgliedern übertragene Wohnungen) werden von der Außenwelt und ihrer Familie isoliert: Telefon, Fernseher oder Internet sind ihnen verboten. Sie erhalten einen neuen „spirituellen“ Namen. Sie wohnen auf engem Raum zusammen, dürfen nur wenig schlafen, werden kaum ernährt. Neben körperlichem Training (Tanz, Yogaübungen, Gymnastik), Belehrungen und Gemeinschaftsmeditationen verfertigen sie z. B. Kleider oder „magische“ Amulette, die durch die Sekte verkauft werden. Adepten standen unter genauer Aufsicht der „Mentoren“, die um Erlaubnis zum Toilettenbesuch gebeten werden müssen.
Besonders junge Frauen sind Ziel der Anwerbung: Z.B. werden ihnen in einer „Schule für Göttinnen“ Verführungstechniken beigebracht, die auch Meditation und Selbsthypnose beinhalteten. Spirituelles Interesse an „Geheimnissen des Universums“ und „Entdeckung der weiblichen Energie“ wird sehr schnell auf „Tantra“-Sexpraktiken gelenkt. Junge Frauen sollten ihren „Mentoren“ und dem Sektengründer Rudnew sexuell zu Diensten sein.
Im Hinblick auf Menschen außerhalb der Sekte gelten Diebstahl, Betrug und Missbrauch als erlaubt.
Im Internet, z. B. bei YouTube, kursieren eine Vielzahl von Videos der Sekte.
Nach dem BITE-Modell zur Erkennung destruktiver Methoden der Persönlichkeitskontrolle sind praktisch alle Merkmale erfüllt.

## Ablehnung durch traditionelle Schamanen
Die Organisation der Mongolischen Schamanen distanziert sich explizit von diesen Praktiken und bezeichnet sie als Betrüger („Impostors“). Inzwischen bevorzugen sie es, ihre eigene traditionelle Spiritualität als „Tengerismus“ zu bezeichnen, nachdem der von ihnen verwendete Begriff Schamanismus durch die New Age Bewegung missbräuchlich verwendet worden sei.
Auf der Hauptseite des „Circle of Tengerism“ wird die traditionelle Spiritualität des sibirischen Schamanismus für westliche Leser erläutert. Insbesondere wird betont, dass man sich nach ihrem Glauben nicht selbst zum Schamanen erklären kann und dass man durch einen Schamanen erkannt und viele Jahre lang ausgebildet werden muss. 

## Öffentliches Auftreten
Inzwischen operiert die Gruppierung auch in Deutschland und in vielen Ländern Europas, in Chile, Brasilien sowie den USA. Es werden nicht nur Seminare abgehalten, sondern auch „magische Gegenstände“ und Tonträger verkauft. Auffallend ist die häufige Berufung auf „Schamanisches Wissen“. Lehrer der Sekte agieren unter vielen verschiedenen Namen und vermeiden es, die Verbindung zur Sekte offenzulegen.
Die Organisation agiert unter vielen Namen (siehe Datenbank unter www.newagefraud.org):
- Aharata Yoga community
- Altai Ashram Shambala
- Golden Altay
- Academy The Way to Happiness, Academy of the Fortunate Way
- Center Belovodye
- Emblem of the Everest; Everest headquarters
- The Russian school of Tantric
- Siberian Association of Yoga
- Sotidanandana yoga center
- Geisha School
- School of Goddesses
- Shambhala Esoteric School
- School of Yoga
- The Avitsenna
- Esoteric Ashram of Shambala
- Internationale Akademie der fraulichen Weisheit Alma
- Inliranga Schule
- Universynergy Arts (Rudnew wird hier „Altai Chi“ genannt)[32]